# وفدا سعيفان
وفدا سعيفان لوبيس (بالإندونيسية: Wafda Saifan Lubis)‏ هو ممثل ومغني إندونيسي.

## فيلم
- لوحة ملكة الجنوب (2019)

## روابط خارجية
- وفدا سعيفان على موقع IMDb (الإنجليزية)
- وفدا سعيفان على موقع قاعدة بيانات الفيلم (الإنجليزية)